# 1485

## أحداث
- تأسيس مدينة ساو تومي وتقع حاليا في ساو تومي وبرينسيب.
- تأسيس مدينة بازارجيك وتقع حاليا في بلغاريا.
- بناء سور الكرملين في موسكو.

## مواليد
- جيوفاني دي فيرازانو
- كاترين أراغون
- هرنان كورتيس

## وفيات
- ريتشارد الثالث من إنكلترا
- عبد الكريم الغرناطي